# Dresserita
La dresserita és un mineral de la classe dels carbonats que pertany i dona nom al grup de la dresserita. Rep el seu nom de John Alexander Dresser (1866-1954), geòleg canadenc.

## Característiques
La dresserita és un carbonat de fórmula química BaAl₂(CO₃)₂(OH)₄·H₂O. Va ser aprovada com a espècie vàlida per l'Associació Mineralògica Internacional l'any 1968. Cristal·litza en el sistema ortoròmbic. La seva duresa a l'escala de Mohs es troba entre 2,5 i 3.
Segons la classificació de Nickel-Strunz pertany a «05.D - Carbonats amb anions addicionals, amb H₂O, amb cations grans i de mida mitjana» juntament amb els següents minerals: alumohidrocalcita, nasledovita, paraalumohidrocalcita, dundasita, montroyalita, estronciodresserita, petterdita, kochsandorita, hidrodresserita, schuilingita-(Nd), sergeevita i szymanskiïta.

## Formació i jaciments
Va ser descoberta a la pedrera Francon, a Mont-real, a la regió del Quebec (Canadà), on sol trobar-se associada a altres minerals com: weloganita, quars, dawsonita i minerals de la sèrie albita-anortita. Es tracta de l'únic indret on ha estat trobada aquesta espècie mineral.